# Авианосцы типа «Йорктаун»
Тип «Йорктаун» (англ. Yorktown class) — серия авианосцев США 1930-х годов. Были созданы на основе опыта эксплуатации ранних типов «Лексингтон» и «Рейнджер» в качестве нового стандартного типа авианосца. В 1934—1937 годах на верфях Newport News Shipbuilding, в рамках Вашингтонского договора, были построены два авианосца этого типа. В 1939—1941 годах, когда начавшаяся война отменила все соглашения, был построен ещё один корабль этого типа - Хорнет, с целью получить новый авианосец, не теряя времени на разработку нового типа. Все три авианосца активно использовались во Второй мировой войне и два из них были потеряны уже в 1942 году. Третий же, «Энтерпрайз», несмотря на полученные неоднократно серьёзные повреждения, прошёл через всю войну, приняв участие во многих сражениях на Тихом океане. Корабль был снят с вооружения в 1947 году.

## История создания
Согласно Вашингтонскому соглашению максимальное водоизмещение авианосца устанавливалось в 27000 тонн. Суммарный тоннаж авианосцев для США был установлен в 135000 тонн. Таким образом, помимо имеющихся у США авианосцев «Лэнгли», «Лексингтон», «Саратога» и «Рейнджер», оставался свободный тоннаж 55 тысяч тонн для постройки авианосцев. Морское ведомство США приняло решение о строительстве двух больших авианосцев («Йорктаун» и «Энтерпрайз») водоизмещением 20700 тонн и меньшего «Уосп».
«Йорктаун» и «Энтерпрайз» были заложены в 1934 году. Через четыре года, после окончания действия Вашингтонского соглашения Конгресс США санкционировал постройку третьего корабля серии — «Хорнета».

## Представители
| Название              | Номер | Закладка         | Спуск на воду   | Вступление в строй | Судьба                                           |
| --------------------- | ----- | ---------------- | --------------- | ------------------ | ------------------------------------------------ |
| Йорктаун Yorktown     | CV-5  | 21 мая 1934      | 4 апреля 1936   | 30 сентября 1937   | потоплен японской авиацией 7 июня 1942           |
| Энтерпрайз Enterprise | CV-6  | 16 июля 1934     | 3 октября 1936  | 12 мая 1938        | снят с вооружения 17 февраля 1947, пущен на слом |
| Хорнет Hornet         | CV-8  | 25 сентября 1939 | 14 декабря 1940 | 20 октября 1941    | потоплен японской авиацией 26 октября 1942       |